# Rhamphomyia filicauda
Rhamphomyia filicauda is een vliegensoort uit de familie van de dansvliegen (Empididae). De wetenschappelijke naam van de soort is voor het eerst geldig gepubliceerd in 1917 door Henriksen and Lundbeck.